# Harpymimus
Harpymimus, ("napodobitel harpyje") byl rod štíhle stavěného teropodního dinosaura, patřícího mezi vývojově primitivní ornitomimosaury z čeledi Deinocheiridae. Tento "pštrosí dinosaurus" žil na území dnešního Mongolska v době spodní křídy (asi před 130 miliony let).

## Objev a popis
Zkameněliny holotypu (IGM 100/29) byly objeveny na východě pouště Gobi a dnes jsou uložené v muzeu Mongolské akademie věd v Ulánbátaru. Na rozdíl od pozdějších zástupců skupiny měl tento dinosaurus ještě hodně primitivních znaků, například ozubenou spodní čelist.
Typový a jediný známý druh H. okladnikovi byl popsán týmem mongolských paleontologů v roce 1984.

## Popis
Lebka tohoto dinosaura dosahovala délky přes 26 cm a krční část páteře byla dlouhá kolem 60 cm. Celková délka teropoda činila asi 3 metry a hmotnost dosahovala přibližně 50 kilogramů. Podle jiných odhadů dosahoval tento druh délky 5 metrů.
Dokázal pravděpodobně rychle běhat (i když ne tak rychle, jako někteří jeho příbuzní (např. rody Ornithomimus a Struthiomimus), kteří mohli dosáhnout rychlosti v běhu až kolem 70 km/h).
Velmi blízce příbuzným (sesterským) taxonem byl japonský druh Tyrannomimus fukuiensis.